# Манавату (река)
Манавату (англ. Manawatu) — река, протекающая в южной части Северного острова Новой Зеландии. Название региона Манавату-Уангануи происходит от названий рек Уонгануи (Уангануи) и Манавату.

## Течение
Река берёт начало на горном хребте Руахине недалеко от Норсвуда. В начале течение направляется на восток, после чего, около Ормондвилля, поворачивает на юго-запад. Через 40 км, недалеко от Вудвилля, начинает движение в северо-западном направлении. Затем, преодолев ущелье, река снова сворачивает на юго-запад, протекая через город Палмерстон-Норт. Река впадает в Тасманово море у города Фокстон-Бич.

## Экологическая ситуация
Река загрязнена промышленными отходами, сточными водами с ферм, поэтому качество воды в реке считается низким.

## Галерея

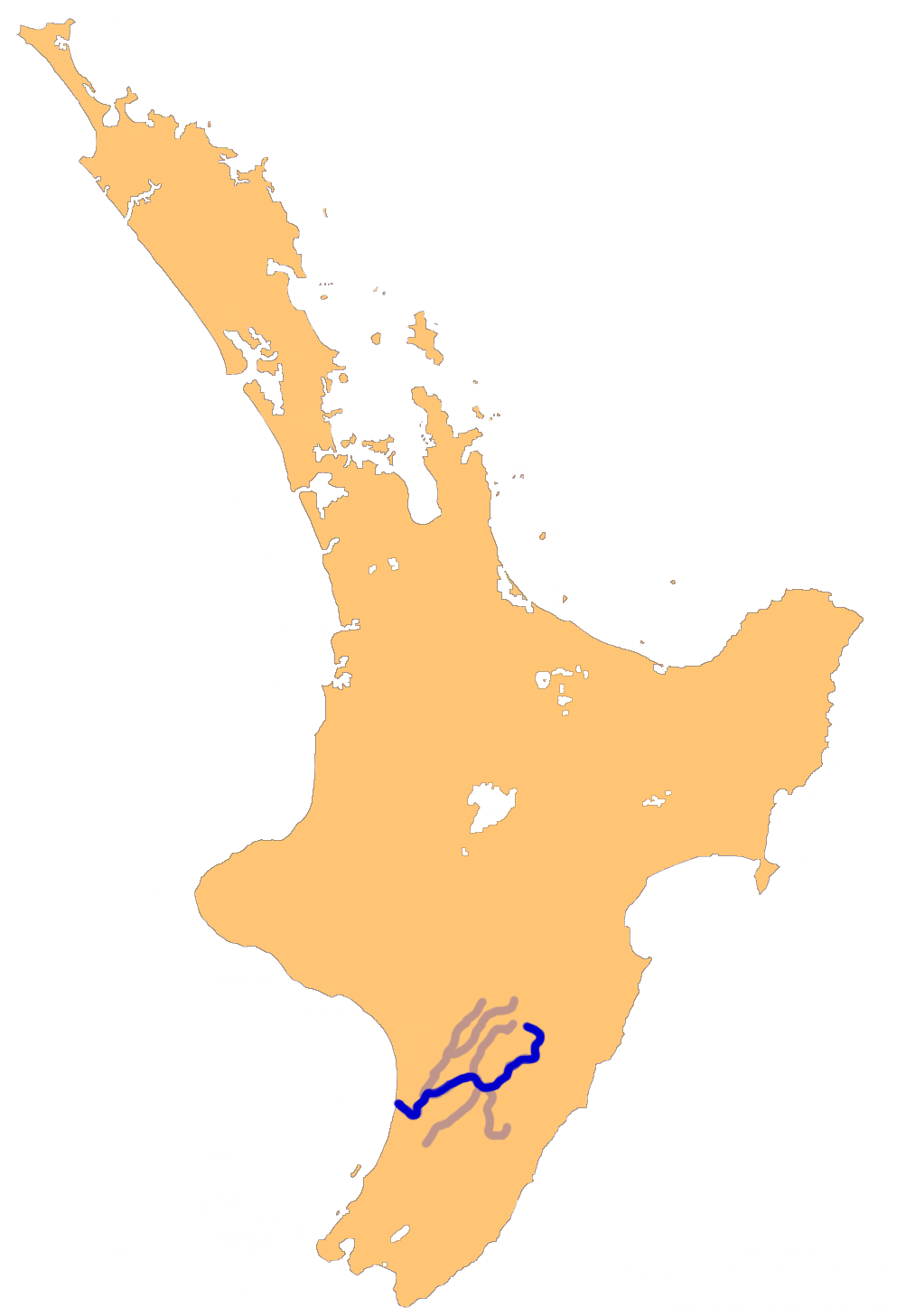
Местоположение на карте
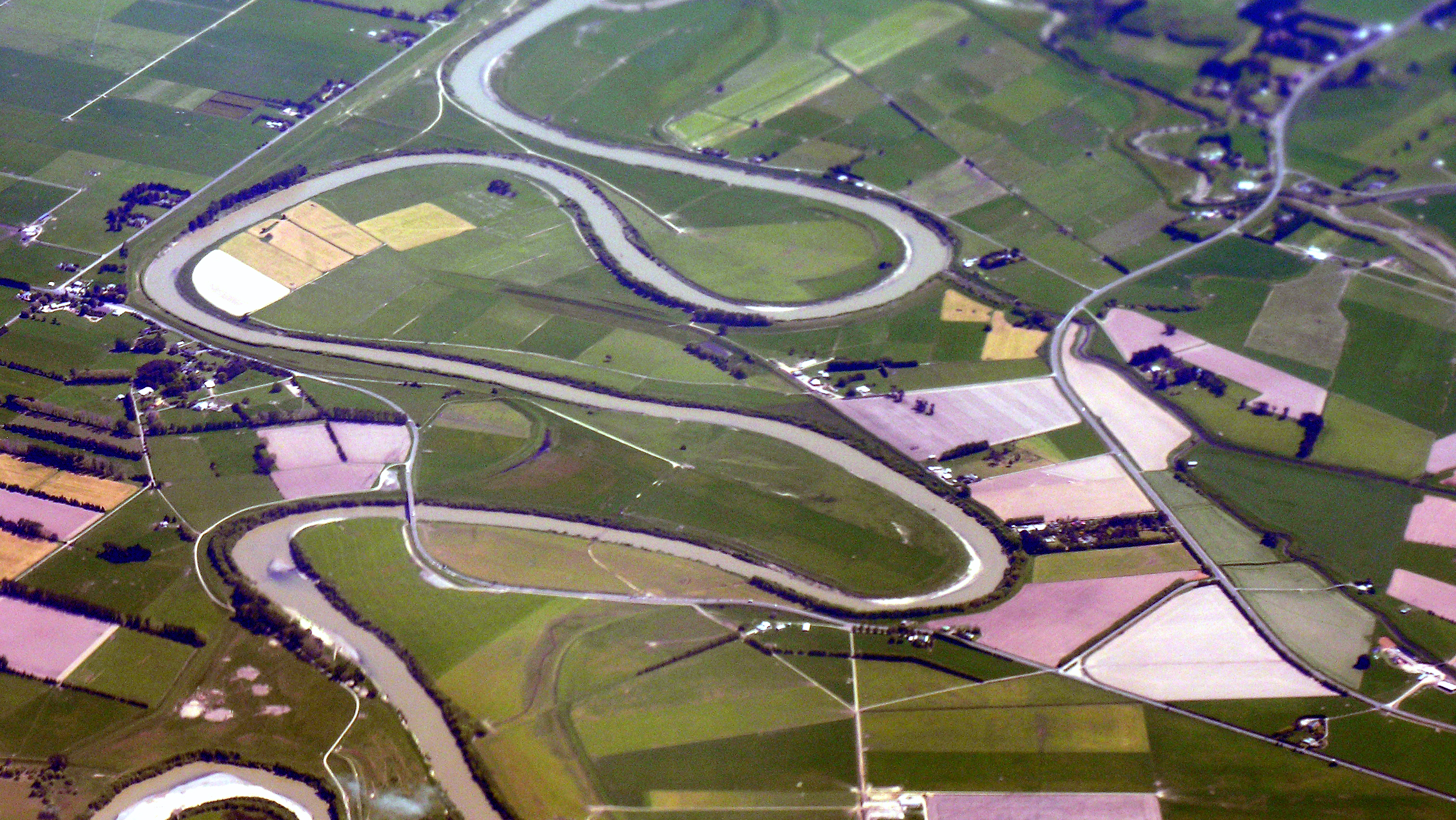
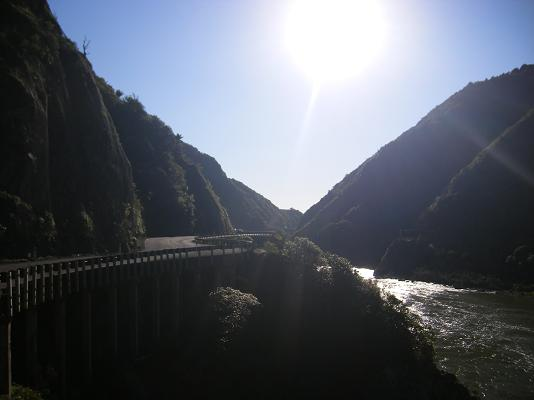